# Oleksandra Stadnjuk
Oleksandra Oleksandrivna Stadnjuk (ukrainska:Олександра Олександрівна Стаднюк), under en period gift Sjysjljuk, född 16 april 1980 i Tjerkassy, Ukrainska SSR, Sovjetunionen, är en ukrainsk friidrottare som tävlar i längdhopp och tresteg. 
Stadnjuks bästa internationella resultat är en sjunde plats vid inomhus-VM 2006 i Moskva. Hon deltog i längdhopp vid VM 2005 i Helsingfors och 2007 i Osaka där hon båda gångarna tog sig till final och slutade på nionde plats med 6,40 respektive på tionde plats med 6,47. Hon deltog också i OS 2008 i Peking, men med 6,19 i kvalet hamnade hon på en sjuttonde plats och missade finalen.
Stadnjuk var ukrainsk mästare i tresteg 2005 samt i tresteg-inomhus 2005-2006 och i längdhopp-inomhus 2008.

## Personliga rekord

### Utomhus
- Längdhopp: 6,75 0.0 Chania (Kreta) 9 juni 2007
- Tresteg: 14,20 0.0 Jalta 7 juni 2008

### Inomhus
- Längdhopp: 6,64 Kiev 13 januari 2006
- Tresteg: 14,34 Moskva (Olimpijskij) 11 mars 2006